# Хертек, Мижит-Доржу Сегбеевич
Мижит-Доржу Сегбеевич Хертек  (10 мая 1915 года — 1973) — камнерез, лауреат Государственной премии РСФСР имени И. Е. Репина (1972).

## Биография
Родился 10 мая 1915 года на территории современного Бай-Тайгинского кожууна Тувы. На первой зональной художественной выставке в Новосибирске (1964) были представлены произведения мастера-камнереза Мижит-Доржу Хертека. В этом же году он стал членом Союза художников СССР. Именно первые работы Мижит-Доржу Сегбеевича стали одними из первых экспонатов фонда, и составляли основу первых художественных выставок краеведческого музея. Известные скульптуры "Лошадь с седлом " и «Арзылан» занесены в первый каталог Союза художников Тувинской АССР. В каталог произведений художников автономных автономных республик России, выпущенный в 1971 году в Москве, вошли 11 работ Мижит-Доржу Сегбеевича.
За многолетнее творчество и талант присуждена Государственная премия РСФСР в области изобразительного искусства имени И. Е. Репина. (1972).

## Награды и звания
- Государственная премия РСФСР имени И. Е. Репина (1972).